# Harri Eloranta
Harri Eloranta (n. 4 decembrie 1963, Köyliö, Turku and Pori Province⁠(d), Finlanda) este un biatlonist ce a reprezentat Finlanda, medaliat olimpic. A participat la 4 ediții ale Jocurilor Olimpice (1988, 1992, 1994, 1998) în care a câștigat o medalie de bronz.